# Козырев (Ростовская область)
Козырев — исчезнувший хутор в Миллеровском районе Ростовской области.

## История
С ноября 1924 года — в составе Туриловского сельсовета. По данным Всесоюзной переписи населения 1926 года — в Донецком округе Мальчевско-Полненского района Северо-Кавказского края РСФСР; 3 двора, население — 21 человек (10 мужчин и 11 женщин); все жители — украинцы.

## Религия
Жители хутора относились к приходу Туриловской церкви в пос. Туриловка.